# Kościół Adwentystów Dnia Siódmego w Brazylii

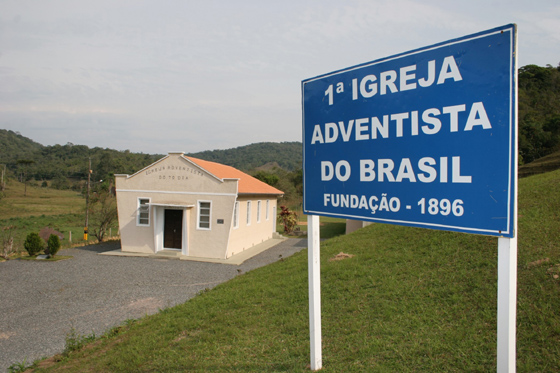
Pierwszy zbór adwentystyczny w Gaspar Alto

Kościół Adwentystów Dnia Siódmego w Brazylii – adwentystyczny związek wyznaniowy w Brazylii, będący częścią globalnego Kościoła Adwentystów Dnia Siódmego. Kościół liczy 1,67 miliona wiernych.

## Historia
W roku 1884 w Brazylii pojawiły się adwentystyczne publikacje, które dotarły tu za pośrednictwem portu w Itajaí. W maju 1893 roku pojawił się pierwszy adwentystyczny misjonarz, Albert B. Stauffer. W kwietniu 1895 roku przeprowadzono pierwszy chrzest w Piracicaba. Początkowo adwentyzm szerzył się głównie w regionach zamieszkiwanych przez niemieckich imigrantów. Pierwszy zbór powstał w regionie Gaspar Alto w 1896 roku, następne zbory powstały w Rio de Janeiro i Santa Maria de Jetibá w tym samym roku.

## Działalność edukacyjna
Pierwsza szkoła adwentystyczna powstała w 1896 roku w mieście Curitiba. W 2005 roku było już 393 szkół podstawowych i 118 szkół średnich z łączną liczbą uczniów 111 453. Ponadto adwentyści mają pięć instytucji szkolnictwa wyższego z kilkoma tysiącami studentów.
Obecnie Kościół Adwentystów Dnia Siódmego prowadzi 124 szkoły średnie na terenie Brazylii.
Kościół prowadzi również pięć szkół wyższych kolejno:
- Centro Universitario Adventista de São Paulo[5]

- Faculdade Adventista da Amazonia[6]

- Faculdade Adventista da Bahia[7]
- Faculdade Adventista de Minas Gerais[8]
- Faculdade Adventista Paranaense[9][10]

## Działalność medyczna
Kościół Adwentystów Dnia Siódmego w Brazylii prowadzi siedem szpitali i dwie kliniki kolejno: 

### Szpitale
- Adventist Natural Life Clinic
- Belem Adventist Hospital
- Manaus Adventist Hospital
- Penfigo Adventist Hospital
- Sao Paulo Adventist Hospital;
- Silvestre Adventist Hospital
- Silvestre Adventist Hospital - Itaborai

### Kliniki
- Curitiba Adventist Clinic
- Porto Alegre Adventist Clinic[11]